# ウズベキスタンの在外公館の一覧

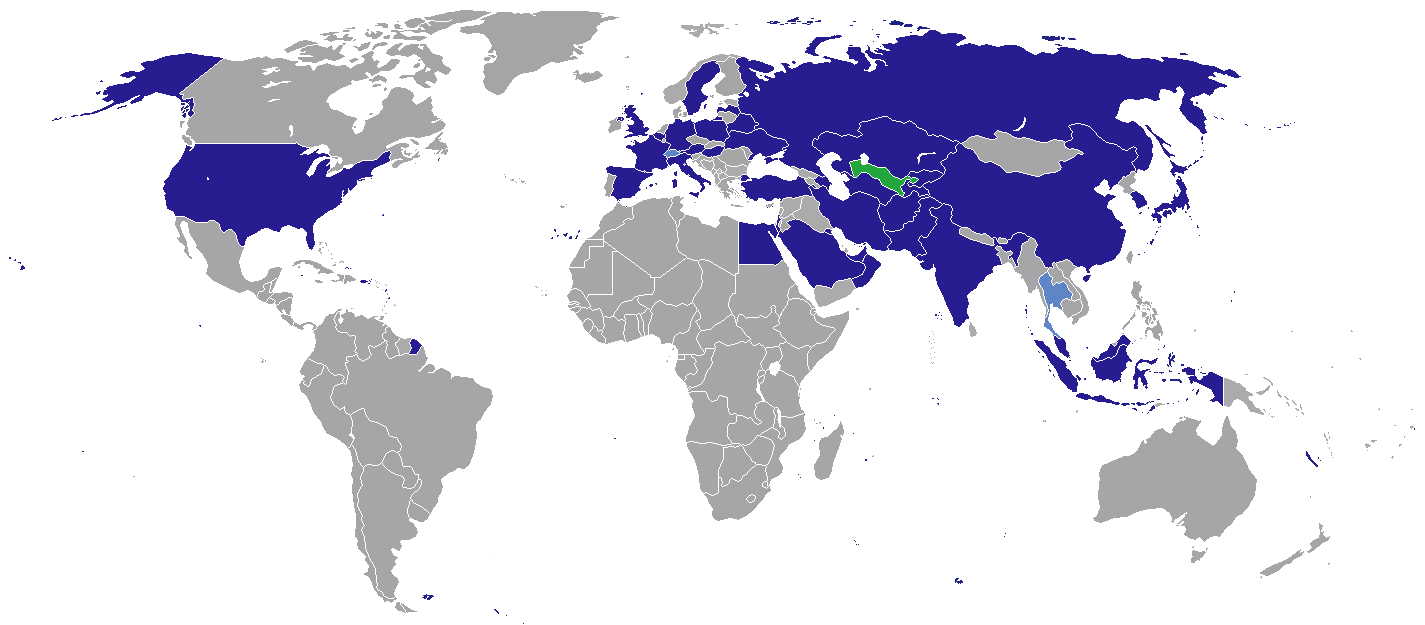
ウズベキスタンが在外公館を持つ国家

ウズベキスタンの在外公館の一覧は、ウズベキスタンが持つ在外公館の一覧である。ウズベキスタンは中央アジアに位置し、歴史的な経緯からロシア、中国、イスラム世界から大きな影響を受けてきた。同時に、ウズベキスタンはEUやアメリカ合衆国、日本から経済的、政治的な面において支援を受けているが、ウズベキスタン政府の人権に対する意識の低さは度々批判の対象となっている。ウズベキスタンの外交網や在外公館の設置は、この優先順位を反映したものとなっている。

## ヨーロッパ

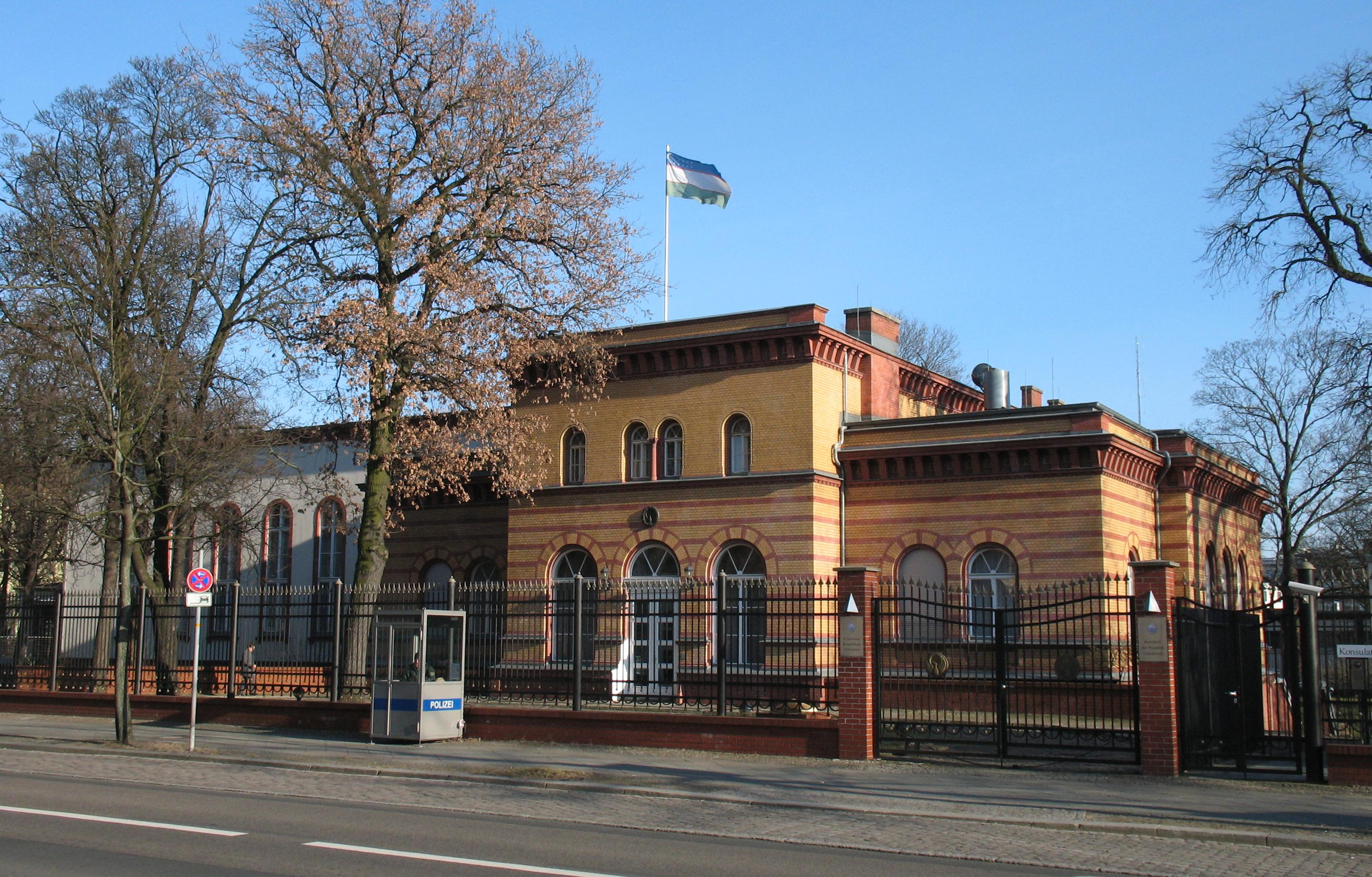
在ドイツウズベキスタン大使館

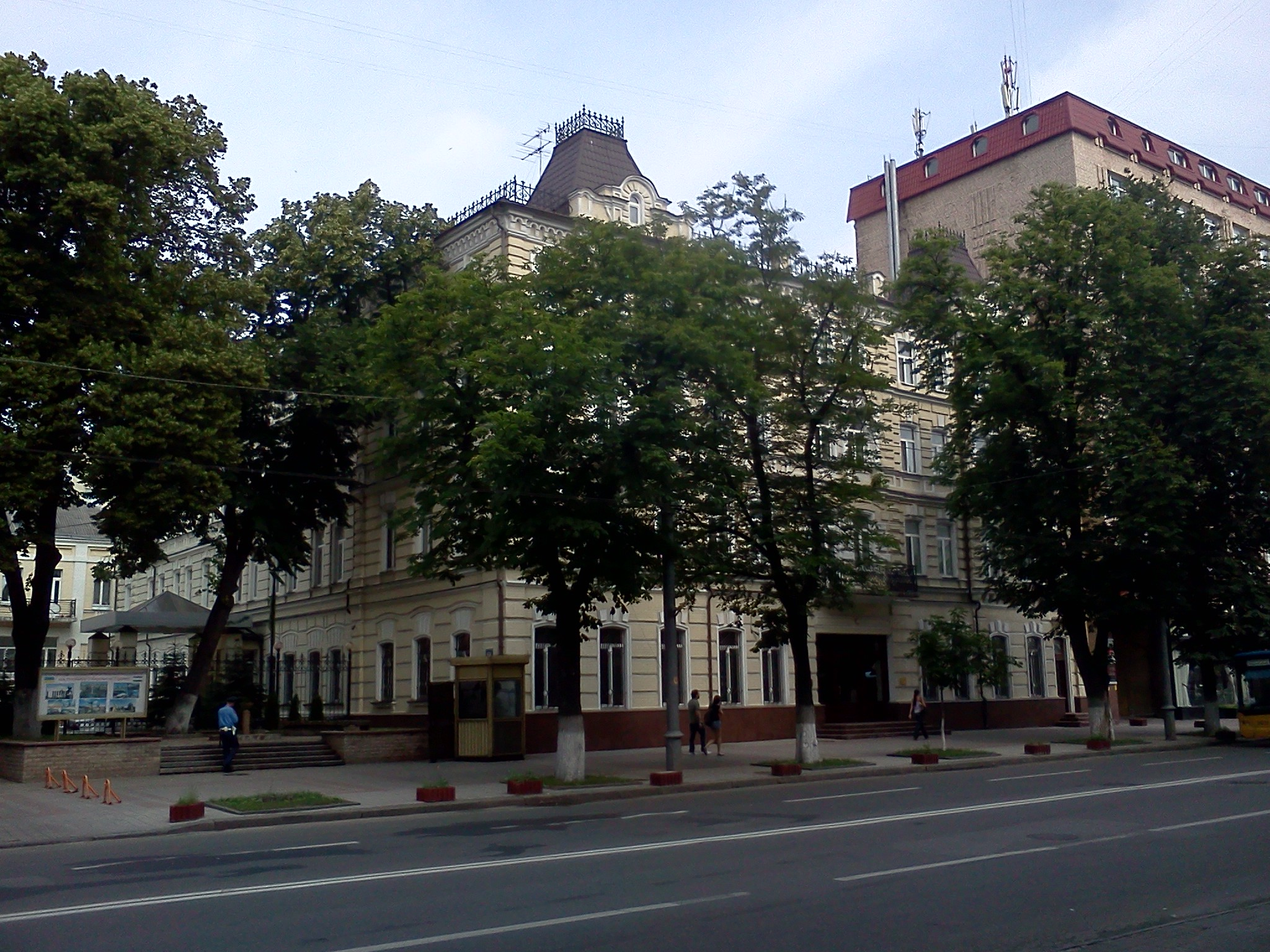
在ウクライナウズベキスタン大使館

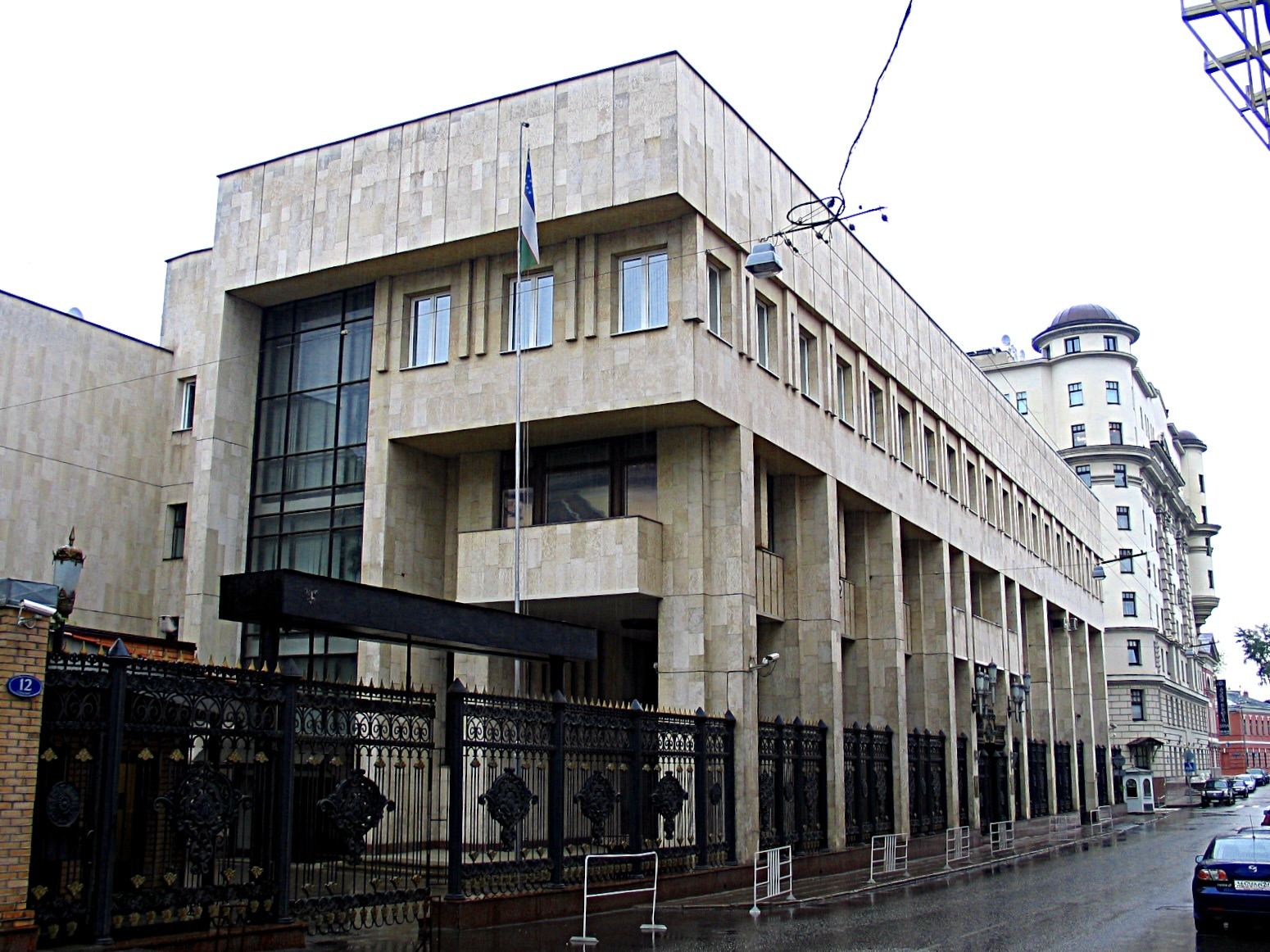
在ロシアウズベキスタン大使館

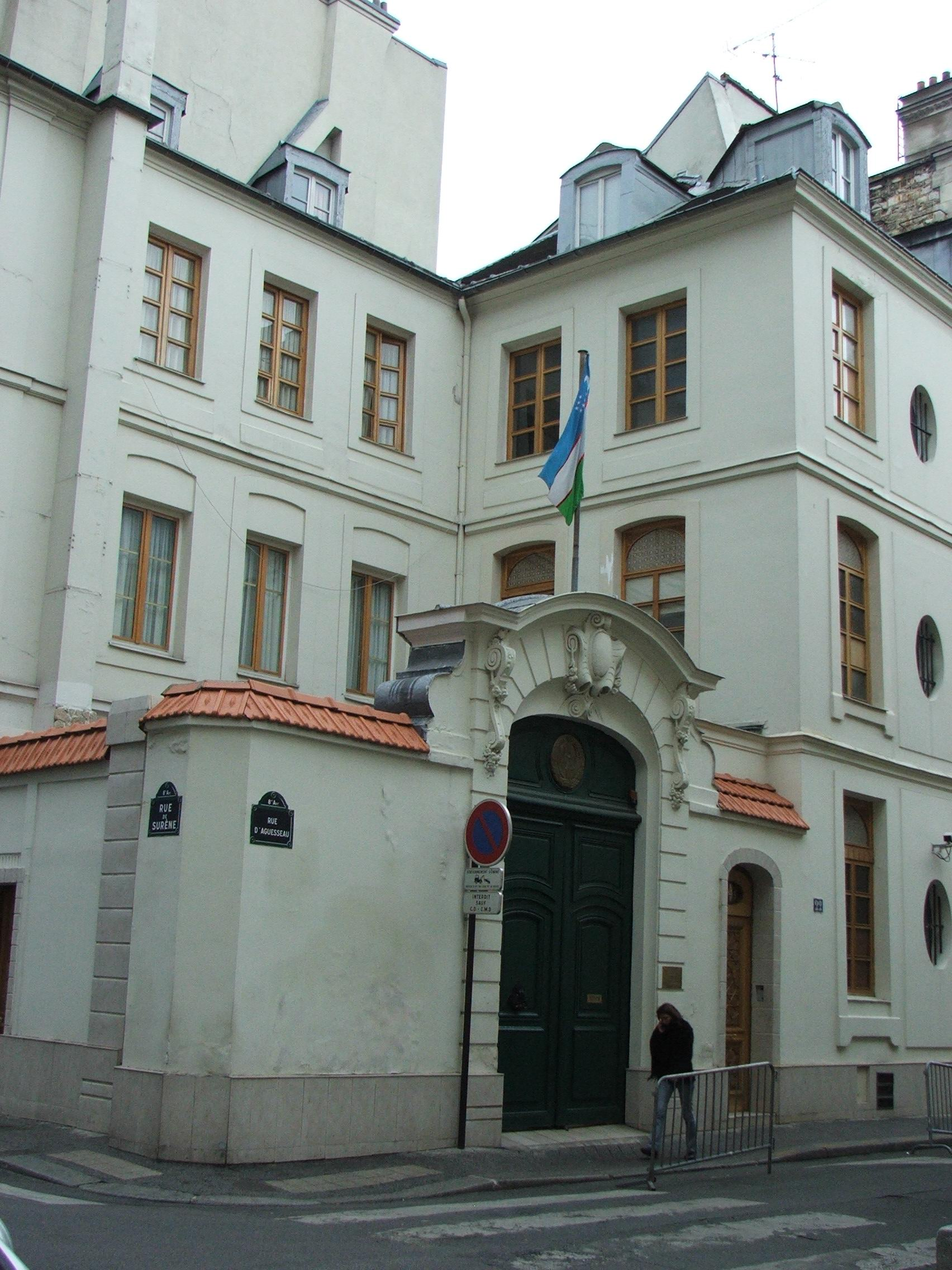
在フランスウズベキスタン大使館

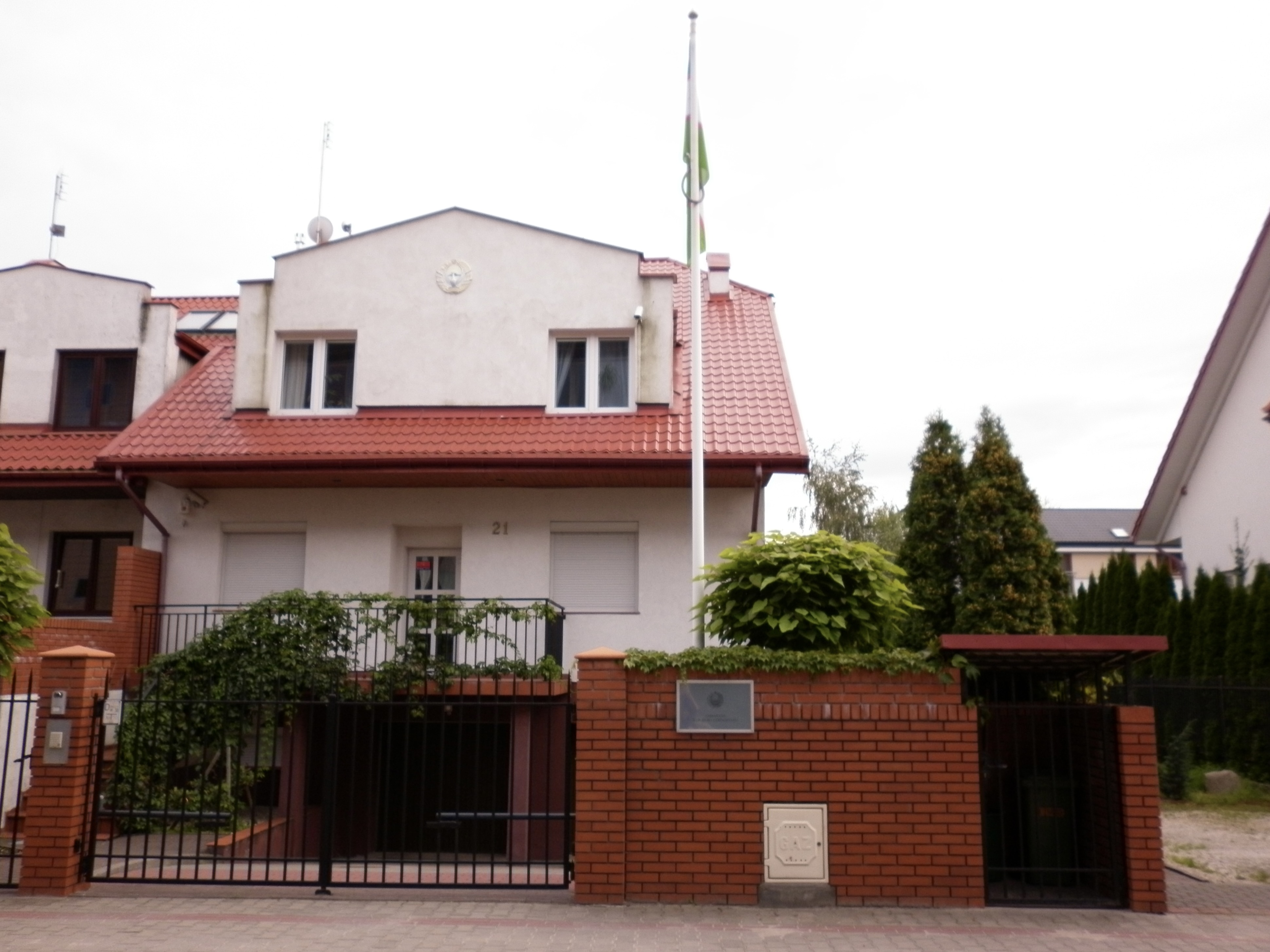
在ポーランドウズベキスタン大使館

- オーストリア
  - ウィーン (大使館)
- アゼルバイジャン
  - バクー (大使館)
- ベルギー
  - ブリュッセル (大使館)
- フランス
  - パリ (大使館)
- ドイツ
  - ベルリン (大使館)
  - フランクフルト (総領事館)
- ギリシャ
  - アテネ (総領事館)
- イタリア
  - ローマ (大使館)
- ラトビア
  - リガ (大使館)
- ポーランド
  - ワルシャワ (大使館)
- ロシア
  - モスクワ (大使館)
  - ノヴォシビルスク (総領事館)
- スペイン
  - マドリード (大使館)
- ウクライナ
  - キエフ (大使館)
- イギリス
  - ロンドン (大使館)

## 北アメリカ

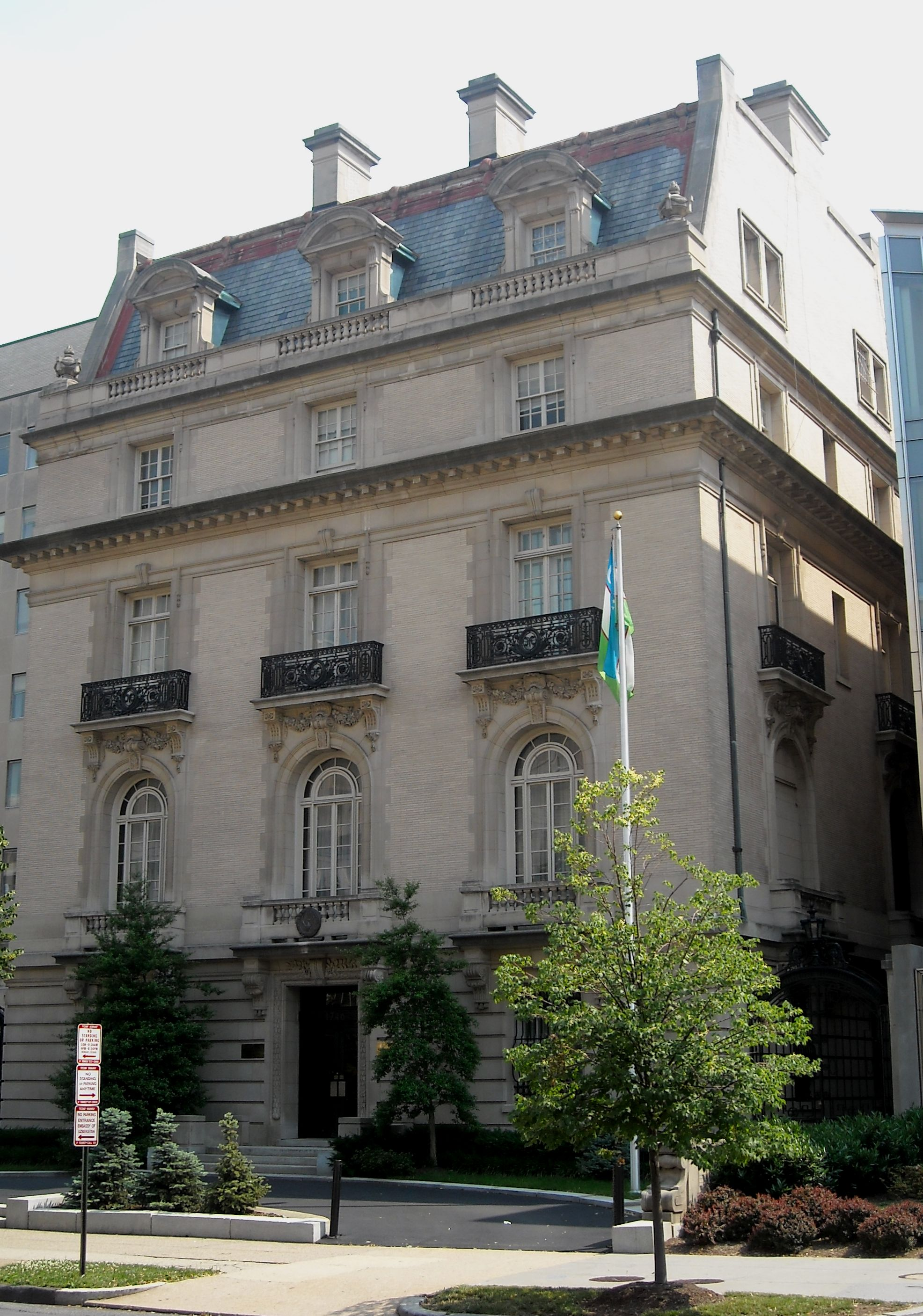
在アメリカ合衆国ウズベキスタン大使館

- アメリカ合衆国
  - ワシントンD.C. (大使館)
  - ニューヨーク (総領事館)

## アフリカ
- エジプト
  - カイロ (大使館)

## アジア

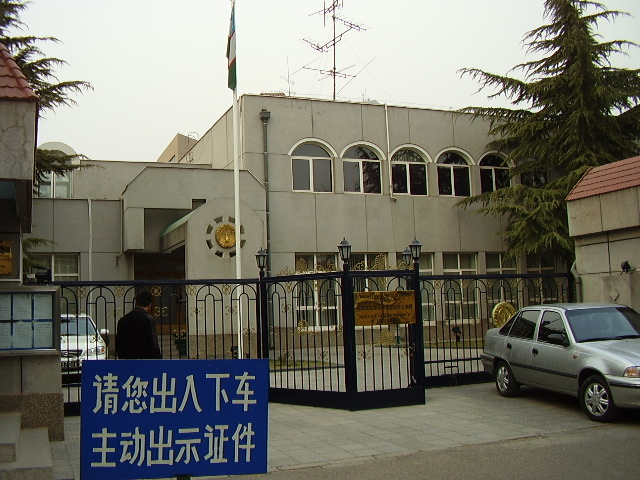
在中国ウズベキスタン大使館

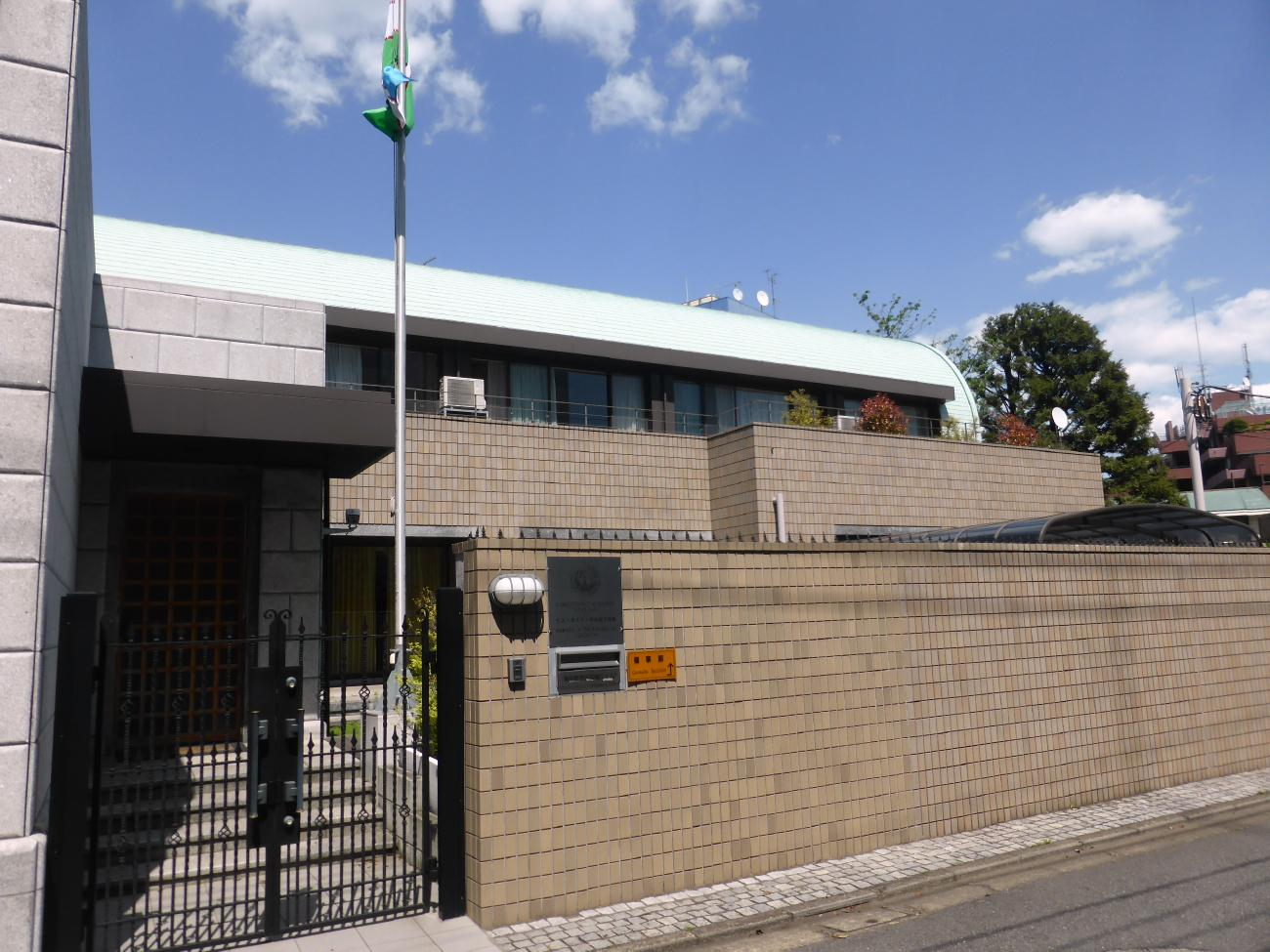
駐日ウズベキスタン大使館

- アフガニスタン
  - カーブル (大使館)
  - マザーリシャリーフ (領事館)
- 中国
  - 北京 (大使館)
  - 上海 (総領事館)
- インド
  - ニューデリー (大使館)
- インドネシア
  - ジャカルタ (大使館)
- イラン
  - テヘラン (大使館)
- イスラエル
  - テルアビブ (大使館)
- 日本
  - 東京 (大使館)
- カザフスタン
  - アルマトイ (大使館)
- 大韓民国
  - ソウル (大使館)
- クウェート
  - クウェート市 (大使館)
- キルギス
  - ビシュケク (大使館)
- マレーシア
  - クアラルンプール (大使館)
- パキスタン
  - イスラマバード (大使館)
- サウジアラビア
  - リヤド (大使館)
  - ジッダ (総領事館)
- シンガポール
  - シンガポール (大使館)
- タジキスタン
  - ドゥシャンベ (大使館)
- トルコ
  - アンカラ (大使館)
  - イスタンブール (総領事館)
- トルクメニスタン
  - アシガバート (大使館)
- アラブ首長国連邦
  - アブダビ (大使館)
  - ドバイ (総領事館)

## 国際組織
- ジュネーブ (国際連合ウズベキスタン代表部)
- ニューヨーク (国際連合ウズベキスタン代表部)